# Stenocylidrus azureus
Stenocylidrus azureus is een keversoort uit de familie mierkevers (Cleridae). De wetenschappelijke naam van de soort is voor het eerst geldig gepubliceerd in 1833 door Klug, 183.